# Görögország az 1976. évi téli olimpiai játékokon
Görögország az ausztriai Innsbruckban megrendezett 1976. évi téli olimpiai játékok egyik részt vevő nemzete volt. Az országot az olimpián 2 sportágban 4 sportoló képviselte, akik érmet nem szereztek.

## Alpesisí
Férfi
| Versenyző                     | Versenyszám      | 1. futam      | 1. futam      | 2. futam | 2. futam | Összesítés | Összesítés |
| Versenyző                     | Versenyszám      | Idő           | Hely.         | Idő      | Hely.    | Idő        | Helyezés   |
| ----------------------------- | ---------------- | ------------- | ------------- | -------- | -------- | ---------- | ---------- |
| Thomász Karadímasz            | Lesiklás         |               |               |          |          | 2:14,69    | 65.        |
| Thomász Karadímasz            | Óriás-műlesiklás | 2:19,06       | 80.           | 2:34,57  | 50.      | 4:53,63    | 50.        |
| Thomász Karadímasz            | Műlesiklás       | nem ért célba | nem ért célba | kiesett  | kiesett  | kiesett    | kiesett    |
| Szpirídon „Szpírosz” Theodóru | Lesiklás         |               |               |          |          | 2:17,08    | 66.        |
| Szpirídon „Szpírosz” Theodóru | Óriás-műlesiklás | 2:12,79       | 77.           | 2:06,29  | 49.      | 4:29,08    | 49.        |
| Szpirídon „Szpírosz” Theodóru | Műlesiklás       | nem ért célba | nem ért célba | kiesett  | kiesett  | kiesett    | kiesett    |

## Sífutás
Férfi
| Versenyző               | Versenyszám | Eredmény      | Helyezés      |
| ----------------------- | ----------- | ------------- | ------------- |
| Athanásziosz Kucojánisz | 15 km       | 1:07:49,43    | 78.           |
| Athanásziosz Kucojánisz | 30 km       | 2:21:20,64    | 67.           |
| Efsztáthiosz Bogdánosz  | 15 km       | 1:05:51,28    | 75.           |
| Efsztáthiosz Bogdánosz  | 30 km       | nem ért célba | nem ért célba |